# Will Hanley
William Joseph Hanley, detto Will (Stamford, 12 marzo 1990), è un ex cestista statunitense naturalizzato irlandese, professionista in Spagna.

## Palmarès

### Squadra
- Basketball Champions League: 1

Canarias: 2016-17
- LEB Plata: 1

Oviedo: 2012-13

### Individuale
- LEB Plata MVP: 1

Oviedo: 2012-13